# 貝爾維爾鎮區 (堪薩斯州里帕布利克縣)
貝爾維爾鎮區（英語：Belleville Township）為美國堪薩斯州里帕布利克縣轄下的鎮區。2010年美国人口普查中此鎮區人口有236人。

## 歷史
貝爾維爾鎮區設立於1871年。

## 地理
貝爾維爾鎮區涵蓋總面積為88.6平方（34.19平方英里），其中陸地面積為88.4平方（34.12平方英里），水域面積為0.18平方（0.07平方英里）或0.2%。海拔高度464（1,522英尺）。

## 人口統計
根據2010年美國人口普查，貝爾維爾鎮區人口有236人，其中男性有123人，女性有113人，人口密度為每平方公里2.67人，住房計95戶。鎮區內的白人有226人，非裔美國人有5人，美洲原住民有0人，亞裔美國人有0人，太平洋島裔美國人有0人，其他種族有5人，混血種族則有0人。此外鎮區內有6人為西班牙裔或拉丁裔美國人。此鎮區之年齡中位數為46.8歲，而男性年齡中位數為47.5歲，女性年齡中位數為45.6歲。

## 交通

### 主要公路
- 36號美國國道
- 81號美國國道